# Dangshan (köping i Kina)
Dangshan (kinesiska: 党山, 党山镇) är en köping i Kina. Den ligger i provinsen Zhejiang, i den östra delen av landet, omkring 35 kilometer öster om provinshuvudstaden Hangzhou. Antalet invånare är 52287. Befolkningen består av 25 846 kvinnor och 26 441 män. Barn under 15 år utgör 13,0 %, vuxna 15-64 år 76 %, och äldre över 65 år 10,0 %.
Genomsnittlig årsnederbörd är 1 912 millimeter. Den regnigaste månaden är juni, med i genomsnitt 316 mm nederbörd, och den torraste är november, med 74 mm nederbörd.